# Тропічна савана півострова Кейп-Йорк
Тропічна савана півострова Кейп-Йорк (ідентифікатор WWF: AA0703) — австралазійський екорегіон тропічних та субтропічних луків, саван і чагарників, розташований на північному сході Австралії.

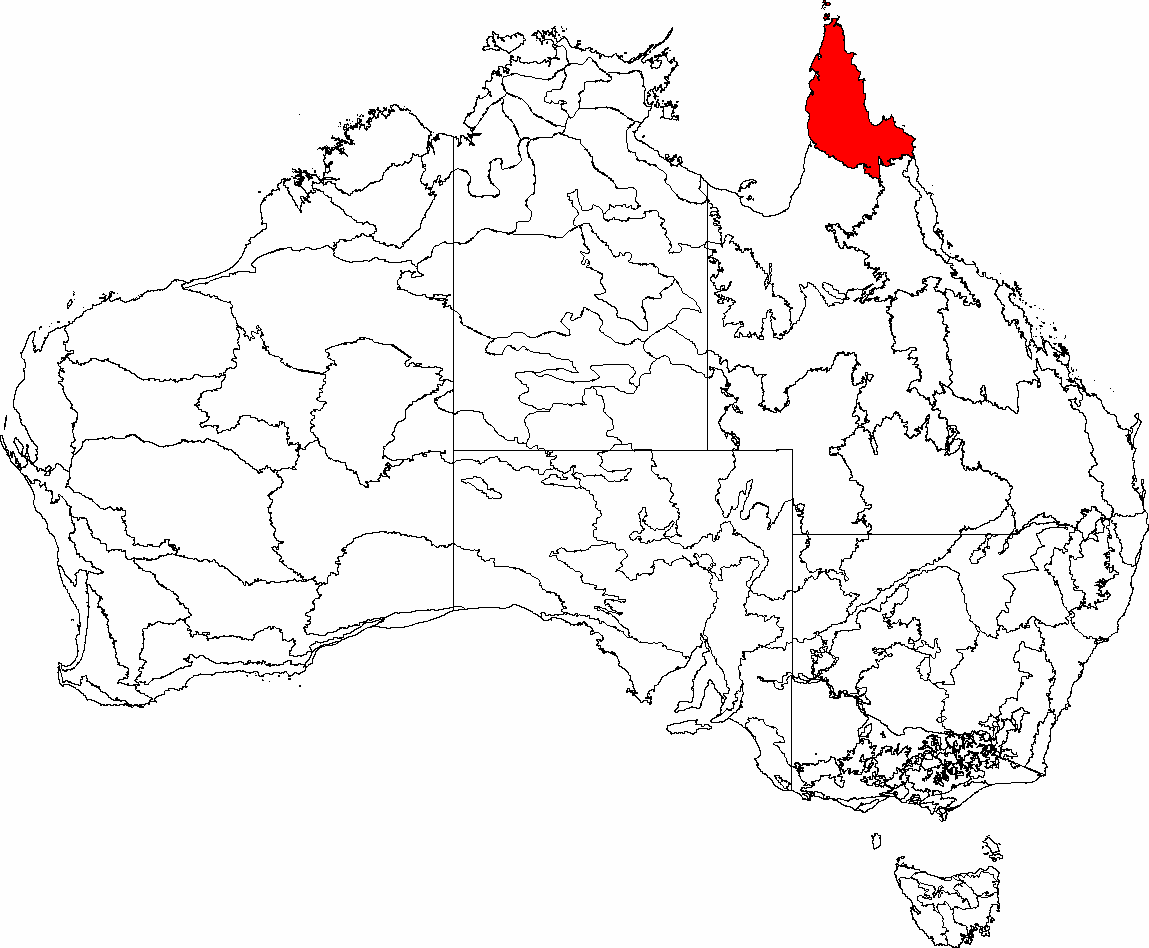
Розташування біорегіону "Півострів Кейп-Йорк" за класифікацією IBRA 7

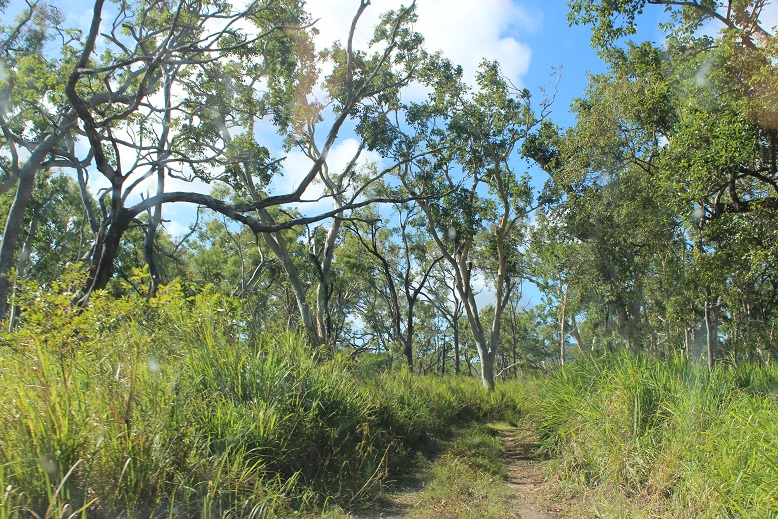
Рідколісся у Національному парку Аннан-Рівер

## Географія
Екорегіон тропічної савани півострова Кейп-Йорк охоплює північну та центральну частини півострова Кейп-Йорк, розташованого на крайньому північному сході Австралії. Ця найпівнічніша частина австралійського континенту із заходу омивається затокою Карпентарія та Арафурським морем, а зі сходу — Кораловим морем. На північ від півострова Кейп-Йорк лежить Торресова протока, яка відділяє Австралію від острова Нова Гвінея. Острови Торресової протоки, які належать Австралії, також є частиною цього екорегіону. Уздовж східного узбережжя Кейп-Йорку проходить Великий Бар'єрний риф — найбільша у світі система коралових рифів.
Рельєф півострова Кейп-Йорк переважно представлений горбистими рівнинами. У низинних районах переважають четвертинні піщані та глинисті відклади, а основу невисоких розчленованих плато, розташованих у внутрішніх районах півострова, — складають мезозойські пісковики. Найвищою частиною екорегіону є хребти Айрон та Макілрайт висотою понад 800 м, розташовані на сході півострова, які є найпівнічнішою частиною Великого Вододільного хребта. Їх основу складають різноманітні палеозойські вулканічні, метаморфічні та інтрузивні породи, зокрема граніти.
У внутрішніх районах півострова Кейп-Йорк бере початок низка річок. Головними річками, що стікають до Коралового моря на схід, є Олів, Паско, Локхарт, Стюарт, Ханн, Норманбі, Джинні та Індевор, а головними річками, що стікають до затоки Карпентарія на захід — Джардін, Пеннефазер, Дюсі, Вендлок, Уотсон, Арчер, Уорд, Холройд, Коулмен та Еліс.
На південному заході екорегіон переходить у тропічну савану Карпентарії, а на південному заході — у савану нагір'я Ейнаслі та у тропічні дощові ліси Квінсленду.

### Класифікація IBRA
Згідно з класифікацією IBRA екорегіон "Тропічна савана півострова Кейп-Йорк" відповідає біорегіону "Півострів Кейп-Йорк". Він складається з дев'яти субрегіонів:
| Регіони та субрегіони IBRA7       | Регіони та субрегіони IBRA7 | Регіони та субрегіони IBRA7 | Регіони та субрегіони IBRA7 | Регіони та субрегіони IBRA7 |           |
| Субрегіон IBRA                    | Код IBRA                    | Площа                       | Площа                       |                             |           |
| --------------------------------- | --------------------------- | --------------------------- | --------------------------- | --------------------------- | --------- |
| Субрегіон IBRA                    | Код IBRA                    | Плато Коен-Ямбо             | CYP01                       | 2 312 126                   | 23 121,26 |
| Прибережні низовини Старке        | CYP02                       | 512 498                     | 5 124,98                    |                             |           |
| Мис Кейп-Йорк і Торресова протока | CYP03                       | 94 367                      | 943,67                      |                             |           |
| Пісковики Джардін-Паско           | CYP04                       | 1 444 223                   | 14 442,23                   |                             |           |
| Пісковики Бетл-Кемп               | CYP05                       | 504 409                     | 5 044,09                    |                             |           |
| Низовини Лаури                    | CYP06                       | 1 791 228                   | 17 912,28                   |                             |           |
| Плато Вейпа                       | CYP07                       | 2 848 753                   | 28 487,53                   |                             |           |
| Рівнина Північного Холройда       | CYP08                       | 2 464 074                   | 24 640,74                   |                             |           |
| Прибережні рівнини                | CYP09                       | 284 780                     | 2 847,8                     |                             |           |

## Клімат
В межах екорегіону домінує саванний клімат (Aw за класифікацією кліматів Кеппена), який характеризується сезонним розподілом кількості опадів. Більшість опадів випадає під час спекотного і вологого літа, а взимку опадів випадає значно менше. Середньорічна кількість опадів коливається від 2400 мм на півночі до 800 мм у внутрішніх районах на півдні. Максимальна температура у січні досягає 33-36 °C, а середня мінімальна температура в липні коливається від 21 °C до 15 °C.

## Флора
Ця віддалена, найпівнічніша частина Квінсленду включає одні з найбільш незайманих природних екосистем у Східній Австралії. Тут зустрічаються різні типи рослинних угруповань: передусім евкаліптові рідколісся, які вкривають 64 % або майже дві третини території екорегіону, а також низькі відкриті рідколісся, у яких переважають чайні дерева (Melaleuca spp.), які займають 15 % екорегіону, луки (6 %), дощові ліси (5,6 %) та пустища (3,3 %). 
Пустища (низькорослі зарості) поширені в районах, де переважають бідні на поживні речовини піщані ґрунти, утворені з еродованих гранітів, зокрема в горах Айрон та Макілрайт. Уздовж річок регіону часто поширені густі прибережні ліси, а уздовж узбережжя півострова Кейп-Йорк, зокрема в гирлах річок, у районах, де припливно-відпливні коливання підтримують баланс прісної та солоної води, поширені великі ділянки мангрів. У манграх Кейп-Йорку зустрічається 36 видів мангрових дерев. Загалом в екорегіоні виявлено 39 типів рослинності.
Основними рослинними угрупованнями півострова Кейп-Йорк є евкаліптові рідколісся та савани. Рідколісся, у яких домінують дарвінські волокнисті евкаліпти (Eucalyptus tetrodonta), вкривають 36,3 % території екорегіону; рідколісся, у яких переважають плямисті криваві евкаліпти (Corymbia stockeri) та дарвінські волокнисті евкаліпти (Eucalyptus tetrodonta), — 7,3 %; рідколісся, у яких переважають криваві евкаліпти Кларксона (Corymbia clarksoniana) та новогвінейські криваві евкаліпти (Corymbia novoguinensis), — 5,6 %; рідколісся, у яких переважають зеленолисті бокс-евкаліпти (Eucalyptus chlorophylla) та пустельні бокс-евкаліпти (Eucalyptus microtheca), — 5 %; рідколісся, у яких переважають залізні евкаліпти Каллена (Eucalyptus cullenii) та вузьколисті залізні евкаліпти (Eucalyptus crebra), — 4 %. Структура евкаліптих рідколісь значно різниться в залежності від видового складу та місцевих умов, а висота лісового намету в них коливається від 10 до 32 м. Зазвичай в підліску евкаліптових рідколісь присутні невисокі дерева та розріджені чагарники, а також різноманітні трав'янисті рослини.
У захищених від пожеж районах, переважно на вологому східному узбережжі Кейп-Йорку та на східних схилах гір, зосереджені ділянки дощових лісів, які складають 20 % від усіх дощових лісів Австралії. У цих лісах поширені здерев'янілі ліани, які підіймаються у крони дерев; їх настільки багато, що невисокі дощові ліси також відомі як ліанові хащі. Флора дощових лісів помітно відрізняється від флори евкаліптових рідколісь і включає багато рідкісних та ендемічних видів з обмеженим ареалом. Залежно від клімату та ґрунтів дощові ліси діляться на кілька типів. Уздовж східного узбережжя півострова Кейп-Йорк, на південь від затоки Принцеси Шарлотти, а також на прилеглих острівцях, таких як Фліндерс, поширені прибережні дощові ліси та прибережні ліанові хащі, на східних схилах гір Айрон і Макілрайт — напівлистяні дощові ліси, а на західних схилах — листяні дощові ліси. Серед характерних видів рослин, поширених у дощових лісах Кейп-Йорку, слід відзначити австралійську пляжну вишню (Eugenia reinwardtiana) та малий лаймоягідник (Micromelum minutum).
Флора екорегіону являє собою поєднання реліктових гондванських видів, автохтонних австралійських видів, що еволюціонували після розпаду Гондвани та утворення окремого австралійського материка, індо-малайських рослин, що потрапили до Австралії 15 мільйонів років тому з Малезії, та новогвінейських видів, що потрапили до Австралії, перетнувши Торресову протоку.
На півострові Кейп-Йорк зустрічається понад 100 видів рослин гондванського походження. До них належать представники примітивних покритонасінних родин Аннонові (Annonaceae) та Лаврові (Lauraceae), деякі орхідеї, зокрема вигнуті орхідеї (Arthrochilus spp.), шоломові орхідеї (Corybas spp.) та бородаті орхідеї (Calochilus spp.), а також представники родин Араукарієві (Araucariaceae) та Подокарпові (Podocarpaceae). Гондванські види, як і індо-малайські види та види, що нещодавно потрапили до Австралії з Нової Гвінеї, здебільшого зосереджені у дощових лісах, зокрема в лісах хребта Макілрайт. Також у дощових лісах регіону спостерігається найбільше різноманіття орхідей в Австралії.
Загалом на півострові Кейп-Йорк зустрічається 3338 видів судинних рослин. Ендеміками півострова Кейп-Йорк є 264 види рослин, а також, ймовірно, від 40 до 100 неописаних таксонів.

## Фауна
Завдяки різноманіттю типів рослинності та ґрунтів, добре збереженим природним ландшафтам та близькості до Нової Гвінеї, півострів Кейп-Йорк характеризується різноманітною фауною, багато представників якої є ендеміками. Загалом на півострові мешкає понад 500 видів хребетних тварин, зокрема чверть від усіх видів австралійських жаб, чверть від усіх видів плазунів, третина від усіх видів ссавців та половина від усіх видів птахів. Також півострів Кейп-Йорк характеризується високим різноманіттям безхребетних тварин: тут зустрічається майже 60 % від усіх видів австралійських метеликів, зокрема вражаючий ендемічний кейп-йоркський птахокрил (Ornithoptera priamus pronomus).
Серед поширених в екорегіоні ссавців слід відзначити прудкого валлабі (Notamacropus agilis), звичайного валлару (Osphranter robustus), антилопового кенгуру (Osphranter antilopinus), цукрову сумчасту летягу (Petaurus breviceps), рудощоку сумчасту мишу (Sminthopsis virginiae), північного бурого бандикута (Isoodon macrourus), чорноногого деревного щура (Mesembriomys gouldii), чорного крилана (Pteropus alecto), східного підковика (Rhinolophus megaphyllus) та австралійську єхидну (Tachyglossus aculeatus), а також собаку дінго (Canis lupus dingo). Ендеміками екорегіону є кейп-йоркські скельні валлабі (Petrogale coenensis) та скельні валлабі Годмана (Petrogale godmani), поширені в кам'янистих гірських районах Великого Вододільного хребта, кейп-йоркські сумчасті миші (Antechinus leo), поширені у напівлистяних дощових лісах на сході півострова, та кейп-йоркські мозаїкохвості щури (Melomys capensis), поширені в тропічних лісах. Майже ендемічними представниками регіону є каштанові сумчасті миші (Sminthopsis archeri) та папуанські щитохвості кажани (Saccolaimus mixtus), які зустрічаються як в саванах і рідколіссях Кейп-Йорку, так і в саванах Тран-Флаю на півдні Нової Гвінеї. Раніше на ізольованому кораловому острівці Брамбл-Кей, розташованому в Кораловому морі, на північній окраїні Великого Бар'єрного рифу, мешкали ендемічні брамбл-кейські мозаїкохвості щури (Melomys rubicola), однак вони вимерли на початку XXI століття внаслідок підвищення рівня моря, спричиненого глобальними змінами клімату.
Серед птахів, поширених на півострові Кейп-Йорк, слід відзначити австралійського великонога (Megapodius reinwardt), східного великонога (Alectura lathami), австралійського пінона (Ducula spilorrhoa), бронзовошию горлицю (Geopelia humeralis), смугастохвостого коукала (Centropus phasianinus), шуліку-свистуна (Haliastur sphenurus), руду сову-голконога (Ninox rufa), райдужну бджолоїдку (Merops ornatus), синьокрилу кукабару (Dacelo leachii), лісового альціона (Todiramphus macleayii), австралійського папугу-червонокрила (Aprosmictus erythropterus), синьоголового лорікета (Trichoglossus moluccanus), жовточубого какаду (Cacatua galerita), велику ойсею (Chlamydera nuchalis), північного медника (Stomiopera unicolor), жовтого медника (Stomiopera flava), білогорлого мієлеро (Conopophila albogularis), сивоголового медівника (Philemon argenticeps), білогорлого медопійника (Melithreptus albogularis), синьощокого медолюба (Entomyzon cyanotis), австралійського оругеро (Lalage tricolor), рудочеревого свистуна (Pachycephala rufiventris), білогрудого ланграйна (Artamus leucorynchus), австралійську скунду (Grallina cyanoleuca), жовтогруду гвінейницю (Microeca flavigaster), короткохвостого діамантника (Poephila cincta), маскового діамантника (Poephila personata) та малинову амадину-рубінчика (Neochmia phaeton). Ендеміками екорегіону є вохристоволі триперстки (Turnix olivii), золотоплечі папужки (Psephotellus chrysopterygius), берегові медовці (Trichodere cockerelli), білошиї монархи-голооки (Arses lorealis) та північні кракори (Drymodes superciliaris), а майже ендемічними його представниками — австралійські салангани (Aerodramus terraereginae), синьоголові малюри (Malurus amabilis), малі медолюби (Meliphaga notata), квінслендські медівники (Philemon yorki) та чорноспинні сорочиці (Cracticus mentalis).
Під час останнього льодовикового періоду, коли рівень Світового океану був більш ніж на 100 м нижчим, ніж зараз, Австралія, Нова Гвінея та сусідні острови об'єднувалися у один материк Сахул. Це дозволяло рослинам, тваринам і людям вільно мігрувати між ними, хоча більш посушливий клімат Кейп-Йорку обмежував потік здебільшого адаптованих до вологих дощових лісів видів з Нової Гвінеї. Багато новогвінейських ссавців і птахів, що зустрічаються на півострові Кейп-Йорк, обмежені дощовими лісами. Серед таких видів слід відзначити смугастого поссума (Dactylopsila trivirgata), плямистого кускуса (Spilocuscus maculatus), південного кускуса (Phalanger mimicus) та шоломного казуара (Casuarius casuarius). На противагу їм, види плазунів, спільні для Нової Гвінеї та Австралії, частіше віддають перевагу пустищам.
Прибережні ліси, поширені уздовж річок, також часто мають відмінну фауну від навколишніх евкаліптових рідколісь. Ці смуги рослинності поєднують великі ділянки дощових лісів, зосереджені на східному узбережжі, з меншими ділянками, що зустрічаються на західному узбережжі півострова. Серед тварин, що зустрічаються в цих лісах, слід відзначити плямистого кускуса (Spilocuscus maculatus), лисячого кузу (Trichosurus vulpecula), велетенського білохвостого щура (Uromys caudimaculatus), кейп-йоркського пацюка (Rattus leucopus), какатоїса-голіафа (Probosciger aterrimus) та багато інших плодоїдних птахів.
Через півострів Кейп-Йорк та острови Торресової протоки проходить основний маршрут, по якому щороку мігрують на північ і повертаються до Північної Австралії наземні птахи. Водоплавні птахи також мігрують в межах регіону, оскільки невеликі водно-болотні угіддя сезонно пересихають, і птахи переміщуються до великих постійних водойм в інших частинах півострова, зокрема до річок Джардін, Олів і Холройд. Річки півострова Кейп-Йорк також характеризується високим різноманіттям іхтіофауни. Зокрема, у річці Вендлок мешкає більше видів риб, ніж у будь-якій іншій річці Австралії.

## Збереження
Ґрунти на більшій частині екорегіону малородючі, що обмежує розвиток сільського господарства. Однак великі території на півострові Кейп-Йорк використовуються як пасовища для випасу великої рогатої худоби, а надмірний випас призвів до деградації деяких територій. Основними загрозами для збереження природи регіону є зміни у режимі пожеж через заміну невеликих і частих пожеж, які навмисно розпалювалися аборигенами, на широкомасштабні стихійні пожежі, підвищення рівня моря внаслідок глобального потепління, а також поширення інтродукованих тварин, таких як дикі свині (Sus scrofa) та ропухи-ага (Rhinella marina).
Оцінка 2017 року показала, що 35 713 км², або 29 % екорегіону, є заповідними територіями. Природоохоронні території включають: Національний парк Індевор-Рівер, Національний парк Поссешн-Айленд, Національний парк Маунт-Кук, Національний парк Алвал, Національний парк Апудтама, Національний парк Аннан-Рівер, Національний парк Кейп-Мелвілл, Національний парк Еррк-Ойканганд, Національний парк Кулла, Національний парк Кутіні-Паяму, Національний парк Калкаджака, Національний парк Лама-Лама, Національний парк Ояла-Тумотанг та Національний парк Рінірру. Також в межах екорегіону знаходиться кілька аборигенних природоохоронних територій.